# Pioneer–2
A Pioneer–2 (angolul: úttörő)  amerikai mesterséges bolygó, a Pioneer-program keretében indították, Hold-kutató szonda.

## Küldetés
Feladata volt a Hold megközelítése, a technikai eszköz próbája, televíziós képek készítése, értékelés céljából a Földre továbbítása.

## Jellemzői
A szondát az amerikai légierő (USAF) építtette. Üzemeltetője a NASA.
1958. november 8-án a Air Force Missile Test Center indítóállomásról egy Thor-Able hordozórakétával, direkt módszer alkalmazásával indították a Hold felé. A hordozóeszköz harmadik fokozatának hibája miatt nem tudta elérni a második kozmikus sebességet, ezért 6 óra 52 perces repülés után, 1550 kilométer távolságból visszazuhant, és november 8-án Afrika fölött elégett. Kevés információt szolgáltatott a mikrometeoritok jelenlétéről, és a mágneses térről.
Technikailag megegyezett a Pioneer–1-gyel. Az űrszonda formája hengeres (átmérője 74 centiméter), amely felül csonkakúppal volt lezárva. A szonda felülete laminált műanyagból készült. Külső felületén egy mágneses dipólusantenna volt felszerelve. Alsó részén egy szilárd hajtóanyagú kis rakéta állt rendelkezésre a végső manőver végrehajtására.
Hasznos tömege 36 kilogramm, műszereinek tömege 17,8 kilogramm, stabilizált eszköz, a kúp alakú felső és alsó fedelet hengeres rész köti össze, amelynek átmérője alsó 76 centiméter, magassága 74 centiméter.  A tudományos műszercsomag 15,6 kilogramm volt. Egy STL képvizsgáló-televízió-rendszer, a  sugárzás mérésére egy proporcionális számlálócső, az űrbeli sugárzás mérésére egy ionizációs kamra, a mikrometeorok észlelésére, számlálására alkalmas eszköz, a mágneses mező mérésére egy magnetométer, mikrogauss és hőmérséklet-mérő berendezés. Az energiát nikkel-kadmium-elemek (NiCd) adták a rakéták gyújtására, ezüst-cellaelemek a televízió-rendszerhez és higany-elemek a műszerek energiaellátására. Pályamódosítást segítő fúvóka (üzemanyaggal) 11 kilogramm, további 8 kis korrekciós fúvóka van elhelyezve a kúp tetején, amelyek használat után leválaszthatók. A kapcsolatot 108 MHz frekvencián, botantennákon keresztül biztosították.

## Külső hivatkozások
- Pioneer–2. lib.cas.cz. [2013. október 13-i dátummal az eredetiből archiválva]. (Hozzáférés: 2012. december 29.)
- Pioneer–2. skyrocket.de. (Hozzáférés: 2012. december 30.)

| Elődje: Pioneer–1 | Pioneer-program 1958–1960 | Utódja: Pioneer–P1 |